# Ray Wallace
Raymond George ("Ray") Wallace (Lewisham, 2 oktober 1969) is een Engels voormalig betaald voetballer die bij voorkeur als rechtsachter speelde. Hij is de eeneiige tweelingbroer van de gewezen Leeds United-aanvaller Rod Wallace.

## Biografie
Wallace groeide op in de Londense buitenwijk Lewisham. Ray en Rod Wallace hebben nog een andere broer, aanvaller Danny Wallace, die voor Manchester United uitkwam tijdens de vroege Ferguson-jaren. Rod werd individueel succesvoller dan zijn broers – meer doelpunten – en won daarnaast enkele prijzen in Schotland, met Rangers.
Wallace werd doorgaans ingezet als rechtsachter, maar speelde vaak als defensieve middenvelder bij de jeugd. Hij was als vleugelverdediger actief van 1988 tot 2002 en speelde samen met zijn tweelingbroer bij Southampton en Leeds United. Ze stroomden eind jaren tachtig door vanuit de jeugd van Southampton. In 1991 verhuisden ze samen naar Leeds, waarmee ze in mei 1992 landskampioen werden onder coach Howard Wilkinson. In 1994 verliet hij de club omdat hij niet aan spelen toekwam.
Wallace gaf na zijn vertrek bij Leeds toch wat kleur aan zijn carrière, door bij tweedeklasser Stoke City uit te groeien tot een defensieve sterkhouder. In 1996 werd hij door de supporters verkozen tot speler van het jaar bij Stoke City. In 1999 verliet hij de club na een totaal van 179 competitiewedstrijden en 15 doelpunten.
Wallace beëindigde zijn loopbaan in 2002, als amateur op 31-jarige leeftijd. Hij kan worden onderscheiden van zijn tweelingbroer door een voller gelaat.

## Erelijst
Leeds United AFC
- Football League First Division

1992
- FA Charity Shield

1992